# Josef Szombathy

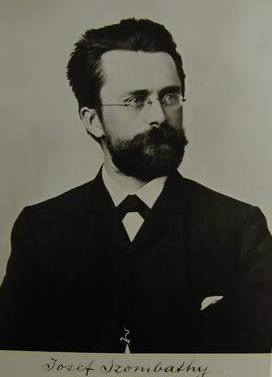

Josef Szombathy (Viena, 11 de junio de 1853 — ibidem, 9 de noviembre de 1943) fue un arqueólogo austriaco, descubridor de la Venus de Willendorf en 1908.
La Venus de Willendorf es una estatuilla de una figura femenina de 11.1 cm de altura, descubierta en el yacimiento paleolítico de Willendorf, una localidad del estado federado de Baja Austria, cerca de la ciudad de Krems an der Donau. Está tallada en piedra caliza oolítica, que no se encuentra en la zona, y tintada con ocre rojo. Su manufactura se estima entre 24 000 y 22 000 años a. C.
Szombathy realizó sus hallazgos a lo largo de todo el Imperio austrohúngaro, incluyendo Galicia, Bukovina, Bohemia, Moravia, Krain y Wojwodina.